# Frankrikes Grand Prix 1957
Frankrikes Grand Prix 1957 var det fjärde av åtta lopp ingående i formel 1-VM 1957.

## Resultat
1. Juan Manuel Fangio, Maserati, 8 poäng
2. Luigi Musso, Ferrari, 6+1
3. Peter Collins, Ferrari, 4
4. Mike Hawthorn, Ferrari, 3
5. Harry Schell, Maserati, 2
6. Jean Behra, Maserati
7. Mike MacDowel/Jack Brabham, Cooper-Climax[1]

### Förare som bröt loppet
- Carlos Menditéguy, Maserati (varv 30, motor)
- Stuart Lewis-Evans, Vanwall (30, styrning)
- Roy Salvadori, Vanwall (25, motor)
- Herbert Mackay-Fraser, BRM (24, transmission)
- Maurice Trintignant, Ferrari (23, elsystem)
- Jack Brabham, Cooper-Climax[2], (4, olycka)
- Horace Gould, Gould's Garage (Maserati) (4, bakaxel)
- Ron Flockhart, BRM (2, olycka)